# Kanton Saint-Junien-Ouest
Der Kanton Saint-Junien-Ouest war von 1973 bis 2015 ein französischer Wahlkreis im Arrondissement Rochechouart, im Département Haute-Vienne und in der Region Limousin; sein Hauptort war Saint-Junien.

## Gemeinden
Der Kanton umfasste einen Teil der Stadt Saint-Junien (angegeben ist die Gesamteinwohnerzahl der Stadt; im Kanton lebten etwa 6300 Einwohner von Saint-Junien) und weitere zwei Gemeinden:
| Gemeinde            | Einwohner Jahr | Fläche km² | Bevölkerungsdichte | Code INSEE | Postleitzahl |
| ------------------- | -------------- | ---------- | ------------------ | ---------- | ------------ |
| Chaillac-sur-Vienne | 1217 (2013)    | 15,14      | 80 Einw./km²       | 87030      | 87200        |
| Saillat-sur-Vienne  | 849 (2013)     | 6,29       | 135 Einw./km²      | 87131      | 87720        |
| Saint-Junien        | 11.301 (2013)  | –          | – Einw./km²        | 87154      | 87200        |